# Zahrádkářství
Zahrádkářství či zahradničení je obecné označení pro lidskou činnost, která spočívá v práci na zahradě nebo v sadu obvykle pouze pro svoji potěchu, zábavu, relaxaci od jiného občanského povolání, často také jako zpestření svého či rodinného jídelníčku. Jedná se tedy o zájmovou činnost, neboli o druh hobby.
Pod pojmem zahrádkaření se dá představit činnost spjatá s pěstitelskou prací na zahrádce, kdežto pojem zahrádkářství je širší pojem zahrnující také činnosti související s pobytem na zahrádce.
Zahrádkář (zahrádkářka) je tedy obvykle výhradně amatérský zahradník nebo sadař či ovocnář, který svoji práci nevykonává jakožto hlavní zdroj své obživy.
Zahrádkářství je českých zemích velmi rozšířenou lidovou činností, která je často spojena s dalšími zálibami a koníčky jako je chalupářství, chatařství, chovatelství, včelařství, rekreační sport apod.
Zahrádkáři se také velmi často organizují do různých spolků a zájmových sdružení, nejznámější i největší organizací tohoto typu je v Česku Český zahrádkářský svaz.
Pomník umučeným a padlým zahrádkářům stojí v pražské Stromovce, nedaleko Císařského mlýna. Nese nápis
ŽIVOT ZA VLAST POLOŽILI ZAHRÁDKÁŘI

RUDOLF STANĚK

BYL POPRAVEN NACISTY 23.4.1942

KAREL FOJTÍK

PADL NA BARIKÁDÁCH 7.5.1945

GUSTAV ZENKER

PADL NA BARIKÁDÁCH 5.5.1945

ČEST JEJICH PAMÁTCE